# 1-ва зенитноракетна бригада
1-ва зенитно-ракетна бригада е съединение на Българската армия.

## История
Създадена е в изпълнение на МЗ №0334/12 октомври 1961 г. на основание на разформироването на 69-и зенитно-ракетен полк и 72-ри зенитно-артилерийски полк. В по-ново време 2-ра (Пловдив) и 3-та (Братово) зенитно-ракетни бригади се вливат в нея. След сериозни реорганизации и разформироване на подразделения бригадата е преобразувана в Зенитно-ракетна база с полкова структура през 2012 г.

## Въоръжение
Бригадата е въоръжена със зенитно-ракетни комплекси 2К12 Куб, С-125, С-200 и С-300, а до неотдавна на въоръжение са и С-75.

## Командири
- Полковник Добри Добрев (до 25 април 2003 г.)
- Бригаден генерал Ваньо Славеев (1 юни 2006 – 1 декември 2012 г.)